# Rejon parabielski
Rejon parabielski (ros. Парабельский район) – jednostka terytorialna w Rosji, w obwodzie tomskim. Centrum administracyjne – wieś Parabiel.